# Apatura phryne
Apatura phryne är en fjärilsart som beskrevs av Dahlström 1900. Apatura phryne ingår i släktet Apatura och familjen praktfjärilar. Inga underarter finns listade i Catalogue of Life.